# أنطونيو فالنتين أنجليلو
أنطونيو فالنتين أنجليلو (بالإيطالية: Antonio Valentín Angelillo)‏ (5 سبتمبر 1937 - 5 يناير 2018)، هو لاعب كرة قدم إيطالي - أرجنتيني لعب في مركز خط الوسط.
(ولد في بوينس آيرس يوم 5 سبتمبر من العام 1937) بدأ مسيرته الكروية مع نادي بوكا جونيورز الأرجنتيني موسم 1956-1957 ثم انتقل إلى إيطاليا ولعب 4 مواسم مع انتر ميلان و 4 مواسم مع نادي روما وموسمين مع نادي إيه سي ميلان وختم مسيرته مع نادي جنوه. أما دولياً لعب أنجليلو لمنتخب الأرجنتين 11 مباراة ولعب لمنتخب إيطاليا مباراتين.
وكمدرب تولي تدريب منتخب المغرب لكرة القدم بين 1989 و 1990.

## روابط خارجية
- أنطونيو فالنتين أنجليلو على موقع قاعدة بيانات كرة القدم.إي يو (الإنجليزية)
- أنطونيو فالنتين أنجليلو على موقع ناشيونال فوتبول تيمز (الإنجليزية)
- أنطونيو فالنتين أنجليلو على موقع عالم كرة القدم.نت (الإنجليزية)